# Thaddäus Reich
Wolfram-Thaddäus Reich (* 22. November 1992 in Wien) ist ein österreichischer Schauspieler.

## Leben
Seine ersten Bühnenerfahrungen machte er im Alter von sechs Jahren in verschiedenen Theaterproduktionen unter der Regie von Bruno Max in seinem Heimatort Mödling und mit kleinen Sprechrollen am Burgtheater.
Reichs Filmdebüt war der TV-Film Familie auf Bestellung (2004) unter der Regie von Urs Egger. In den folgenden Jahren wirkte Reich in verschiedenen österreichischen, deutschen aber auch internationalen Filmproduktionen mit. Neben TV-Filmen wie Mutig in die neuen Zeiten – Im Reich der Reblaus und Lauras Wunschzettel (beide 2005) hatte er Auftritte in Serien wie SOKO Donau (2010) und Paul Kemp – Alles kein Problem (2012) und Kinofilmen (In 3 Tagen bist du tot (2006)).

## Filmografie
- 2004: Familie auf Bestellung, Regie: Urs Egger
- 2005: Lauras Wunschzettel, Regie: Gabi Kubach
- 2005: Mutig in die neuen Zeiten – Im Reich der Reblaus, Regie: Harald Sicheritz
- 2006: Klimt, Regie: Raúl Ruiz
- 2006: In 3 Tagen bist du tot, Regie: Andreas Prochaska
- 2010: SOKO Donau (In bester Gesellschaft), Regie: Erhard Riedlsperger
- 2012: Ways (Kurzfilm)
- 2013: CopStories (Fernsehserie, Folge Bahöh)
- 2013: Paul Kemp – Alles kein Problem (Fernsehserie, Folge Toleranz), Regie: Sabine Derflinger